# Tinospora smilacina
Tinospora smilacina är en tvåhjärtbladig växtart som beskrevs av George Bentham. Tinospora smilacina ingår i släktet Tinospora och familjen Menispermaceae. Utöver nominatformen finns också underarten T. s. berneyi.